# Juan Antonio Ríos
Juan Antonio Ríos Morales (Cañete, 10 novembre 1888 – Santiago del Cile, 27 giugno 1946) è stato un avvocato e politico cileno socialista, presidente del Cile dal 2 aprile 1942 alla morte, sopraggiunta il 27 giugno 1946.
Laureato in Giurisprudenza nel 1914, aderì al Partido Radical e svolse una missione diplomatica a Panama; eletto deputato per la prima volta nel 1924, nel 1925 fece parte della Commissione Consultiva che elaborò la nuova Costituzione voluta dal presidente Arturo Alessandri Palma. Presidente del PR, sostenne la necessità di un maggiore intervento statale nell'economia, arrivando a collaborare con il giornale República Socialista, che gli valse l'espulsione per alcuni anni dal partito. Presidente della Cassa di Credito Ipotecario durante il governo di Pedro Aguirre Cerda (1938-1941), fu eletto alla Presidenza della Repubblica come candidato del Frente Popular, ma non completò il suo mandato.
Durante la Seconda guerra mondiale, mantenne inizialmente la politica di neutralità seguita dal presidente Aguirre Cerda, ma le pressioni degli Stati Uniti d'America e il timore dell'esistenza di una rete di spionaggio nazista portarono ad un cambiamento di politica. Il 20 gennaio 1943 ruppe le relazioni diplomatiche con le Potenze dell'Asse, e nel 1945 dichiarò guerra al Giappone, poiché l'intervento in guerra era condizione necessaria per permettere al Cile di entrare nella costituenda Organizzazione delle Nazioni Unite. Sempre nel 1945 compì un viaggio diplomatico di due mesi attraverso il continente, raggiungendo il Canada. Nel dicembre 1945 furono scoperti nella Provincia delle Magallanes i giacimenti petroliferi di Springhill (Cerro Manantiales). Gravemente malato, il 17 gennaio 1946 Ríos affidò il governo al ministro dell'Interno Alfredo Duhalde Vásquez, e morì il 27 giugno dello stesso anno.